# Xã Windsor, Quận Fayette, Iowa
Xã Windsor (tiếng Anh: Windsor Township) là một xã thuộc quận Fayette, tiểu bang Iowa, Hoa Kỳ. Năm 2010, dân số của xã này là 776 người.